# Repsol Honda
Repsol Honda és un equip de constructors de la categoria de Moto GP. És l'equip oficial d'Honda i la multinacional Repsol és el seu patrocinador. Han estat pilots d'Honda entre d'altres Valentino Rossi, Daniel Pedrosa, Àlex Crivillé. El darrer campionat del món que guanyà fou el de 2019, amb Marc Márquez
Els pilots actuals són:
- Joan Mir
- Luca Marini
- Stefan Bradl